# Cambrian Coast Line
Cambrian Coast Line er en jernbanelinje i i Nord-Wales i grevskabet Gwynedd; det meste af strækningen går i udkanten af nationalparken Snowdonia og flere af stationerne er gode udgangspunkter for besøg i Snowdonia, f.eks. Tywyn og Porthmadog.
Cambrian Coast Line er fortsættelsen mod nord af Cambrian Line der går gennem grevskabet Powys fra Shrewsbury til Aberystwyth over Welshpool, Newtown og Machynlleth. Cambrian Coast Line går fra Machynlleth over Tywyn, Barmouth og Porthmadog til Pwllheli.
Banen blev bygget mellem 1855 og 1869. Den er berømt for at være meget naturskøn.

## Rute og stationer
De mindste stationer er ikke medtaget.
- Machynlleth: Lille by i midt-Wales. Trafikknudepunkt og udgangspunkt for ture i det sydlige Snowdonia.
- Tywyn: Lille badeby. Smalsporsbanen Talyllyn Railway udgår herfra til Abergynolwyn. Udgangspunkt for ture i Cadair Idris.
- Fairbourne: Lille badeby. Smalsporsbanen Fairbourne Railway udgår herfra.
- Barmouth: Badeby ved udløbet af floden Mawddach.
- Llanbedr
- Pensarn
- Harlech: Lille badeby. Her ligger det berømte Harlech Castle.
- Penrhyndeudraeth: Lille landsby hvor der også er en station for Smalsporsbanen Ffestiniog Railway.
- Minffordd: Skift til smalsporsbanen Ffestiniog Railway.
- Porthmadog: Turistby og godt udgangspunkt for ture i Snowdonia. Endestation for smalsporsbanen Ffestiniog Railway.
- Criccieth: Lille badeby. Her ligger ruinen af Criccieth Castle.
- Penychain
- Abererch
- Pwllheli: Badeby og endestation.

52°42′31″N 4°01′54″V / 52.70868°N 4.03166°V